# Питер Лури
Петер Лури је амерички гласовни глумац, спортски водитељ и телевизијска личност који је радио у телевизијским емисијама, филмовима и синхронизованим анимеима, од средине 1990-их. Најпознатији је по улози гласа Вулкана Рејена у серији видео игрица "Metal Gear", суперзликовца из Марвелових стрипова Сабљозуб и Пакстона Фетела из "F.E.A.R." серије. Тренутно ради као водитељ на телевизијама "FanDuel Racing", "FanDuel TV" мреже.

## Биографија

### 1980-те
На почетку своје каријере, Лури је радио као туристички водич у забавном парку "Universal Studios Hollywood" у Холивуду. Власник студија за снимање чуо је Лурија како води турнеју и препоручио му да испроба гласовну глуму. Шест месеци касније, Лури је добио свој први посао као инжењер звука за ABC-јеву емисију "Wild World of Kids". Током овог периода, такође је наставио да развија музику са бендом који је суоснивао под називом "Fourth Car Foreign". Група је постојала 10 година, али није имала комерцијални успех.

### 1990-те
Лури је био страствен за коњске трке, и започео је подухват коњских трка са својим штићеником и тренером Вореном Сдутом, деканом калифорнијских коњских трка, 1990-их. Тај подухват је био умерено успешан отприлике пет година.

### 2000-те
Лури је касније почео да ради као џокејски агент. Док је радио у овом својству, посао му је понудио нови тркачки канал "HRTV" (касније "FanDuel Racing"). Лури је део тима за емитовање од 2002. Поред успеха на HRTV-у, Лури је имао успешну каријеру у филмској индустрији, укључујући улогу у анимираном кратком филму "The ChubbChubbs" награђеном Оскаром од компаније "Sony Pictures Image Works". Такође је радио као домаћин за "Indian Grand Racetrack" од 2015.